# Josef Lind
Josef Lind, plným jménem Knut Erik Josef Bogislaus Lind (29. ledna 1866 Fagerhult, okres Kalmar, Švédsko – 29. září 1950 Stockholm) byl švédský pedagog, církevní varhaník a dirigent.

## Život
Josef Lind vyrostl na faře, jeho otec byl děkan Anders Herman Bogislaus Lind, matka Helena Maria, rozená Eckerlundová. Josef maturoval v Kalmaru v roce 1883 a ve stejném roce se zapsal na univerzitu v Lundu, kde se v roce 1886 stal bakalářem filozofie a později v roce 1893 doktorem filozofie. V roce 1890 také studoval filologii v Kodani.
Souběžně se studiem začal Lind již v roce 1884 pracovat jako učitel, působil mimo jiné v Malmö. V letech 1895 až 1897 působil jako učitel na katedrální škole v Lundu; současně vedl i výuku řečtiny na Lundské univerzitě. V roce 1897 se stal učitelem na gymnáziu ve Västerås a v roce 1905 ředitelem gymnázia v Kalmaru. V letech 1918–1931 působil jako ředitel Karolinského gymnázia v Örebro.
Kromě své učitelské kariéry si Lind po celý svůj život udržoval velký zájem o hudbu. Během svého působení v Lundu byl v letech 1893–1897 varhaníkem v tamní katedrále, a podobně pak také ve Västerås (1903–1904) a v Kalmaru (1913–1914); jeho hra při bohoslužbách byla velmi ceněna.
V letech 1894–1895 byl vedoucím Lundské studentské pěvecké asociace a ve švédské řádové společnosti "CC" (z latinského Cedant Curæ, v překladu "Schopnost ustoupit") byl v letech 1888–1889 dirigentem a od roku 1892 sbormistrem. V letech 1920–1930 působil jako dirigent sdružení městských orchestrů.
V roce 1926 obdržel švédskou královskou medaili Litteris et Artibus.

## Zajímavost
Z českého pohledu je osobnost Josefa Linda zajímavá i díky jeho obrázku, který je pravděpodobně kvůli podobnosti jmen omylem často považován za portrét básníka Josefa Lindy († 1834); je tak uveden např. v 15. dílu Toulek českou minulostí. Podle popisu se jedná o zkušební tisk pro fotografický registr členů společnosti „CC“ z roku 1896.